# Mesochria scottiana
Mesochria scottiana är en tvåvingeart som beskrevs av Günther Enderlein 1910. Mesochria scottiana ingår i släktet Mesochria och familjen fönstermyggor. Inga underarter finns listade i Catalogue of Life.